# Haman Mana
Haman Mana est un journaliste, éditorialiste et entrepreneur de la presse écrite. Il est le fondateur du quotidien Le Jour et de la maison d’édition Les Éditions du Schabel.

## Biographie

### Enfance, éducation et débuts
Haman Mana est originaire du nord du Cameroun. Il est diplômé de l’ESSTIC (l’École Supérieure des Sciences et Techniques de l’Information et de la Communication du Cameroun), l'école de référence des journalistes au Cameroun.

### Carrière
Haman Mana est directeur de publication du quotidien Mutations pendant 11 ans. Entrepreneur dans l'univers de la presse, il crée le quotidien le Jour en 2007, l'un des quotidiens privé les plus lu au Cameroun. En 2008, il lance la maison d'édition Les Éditions du Schabel.